# Saison 2021-2022 du Rugby club toulonnais
Cette page présente la saison 2021-2022 du Rugby club toulonnais en Top 14 et en challenge européen.

## Entraineurs
- Laurent Emmanuelli : directeur sportif
- Patrice Collazo puis Franck Azéma à partir du 28 octobre 2021 : manager général
- Julien Dupuy : responsable des skills et du jeu d'attaque
- Maxime Petitjean : responsable de la stratégie et du jeu au pied
- James Coughlan : responsable de la défense

## Effectif
| Nom                 | Poste            | Naissance         | Nationalité sportive | International | Dernier club           | Arrivée au club (année) |
| ------------------- | ---------------- | ----------------- | -------------------- | ------------- | ---------------------- | ----------------------- |
| Bruce Devaux        | Pilier           | 14 novembre 1996  | France               |               | Formé au club          | 2018                    |
| Florian Fresia      | Pilier           | 17 janvier 1992   | France               | -20 ans       | Formé au club          | 2012                    |
| Beka Gigashvili     | Pilier           | 17 février 1992   | Géorgie              |               | FC Grenoble            | 2019                    |
| Jean-Baptiste Gros  | Pilier           | 29 mai 1999       | France               |               | Formé au club          | 2017                    |
| Emerick Setiano     | Pilier           | 19 août 1996      | France               |               | Formé au club          | 2016                    |
| Kieran Brookes      | Pilier           | 29 août 1990      | Angleterre           |               | Wasps                  | 2021                    |
| Anthony Étrillard   | Talonneur        | 21 mars 1993      | France               |               | Aviron bayonnais       | 2015                    |
| Bastien Soury       | Talonneur        | 18 mars 1995      | France               | -             | Formé au club          | 2015                    |
| Christopher Tolofua | Talonneur        | 31 décembre 1993  | France               |               | Saracens               | 2019                    |
| Brian Alainu'uese   | 2e ligne         | 19 mars 1994      | Samoa                |               | Glasgow Warriors       | 2018                    |
| Eben Etzebeth       | 2e ligne         | 29 octobre 1991   | Afrique du Sud       |               | Stormers               | 2019                    |
| Matthias Halagahu   | 2e ligne         | 15 août 2001      | France               | -20 ans       | Formé au club          | 2020                    |
| Swan Rebbadj        | 2e ligne         | 15 janvier 1995   | France               |               | Formé au club          | 2016                    |
| Adrien Warion       | 2e ligne         | 7 janvier 2001    | France               | -20 ans       | Provence Rugby         | 2020                    |
| Leone Nakarawa      | 2e ligne         | 2 avril 1988      | Fidji                |               | Glasgow Warriors       | 2021                    |
| Quinn Roux          | 2e ligne         | 30 octobre 1990   | Irlande              |               | Connacht Rugby         | 2021                    |
| Facundo Isa         | 3e ligne         | 21 septembre 1993 | Argentine            |               | Lyon OU                | 2017                    |
| Raphaël Lakafia     | 3e ligne         | 28 octobre 1988   | France               |               | Stade français         | 2017                    |
| Charles Ollivon     | 3e ligne         | 11 mai 1993       | France               |               | Aviron bayonnais       | 2015                    |
| Julien Ory          | 3e ligne         | 28 avril 1996     | France               |               | Formé au club          | 2018                    |
| Sergio Parisse      | 3e ligne         | 12 septembre 1983 | Italie               |               | Stade français         | 2019                    |
| Cornell du Preez    | 3e ligne         | 23 mars 1991      | Écosse               |               | Worcester Warriors     | 2021                    |
| Lopeti Timani       | 3e ligne         | 28 septembre 1990 | Tonga                |               | Stade rochelais        | 2021                    |
| Baptiste Serin      | Demi de mêlée    | 20 juin 1994      | France               |               | Union Bordeaux Bègles  | 2019                    |
| Sonatane Takulua    | Demi de mêlée    | 11 janvier 1991   | Tonga                |               | Newcastle rugby        | 2019                    |
| Julien Blanc        | Demi de mêlée    | 4 octobre 1992    | France               | à 7           | CA Brive               | 2021                    |
| Jules Danglot       | Demi de mêlée    | 6 août 2001       | France               |               | Montpellier HR         | 2021                    |
| Anthony Belleau     | Demi d'ouverture | 8 avril 1996      | France               |               | Formé au club          | 2015                    |
| Louis Carbonel      | Demi d'ouverture | 4 février 1999    | France               | -20 ans       | RC Canton Garde Pradet | 2017                    |
| Marius Domon        | Demi d'ouverture | 13 juin 2002      | France               |               | Formé au club          | 2021                    |
| Mathieu Smaïli      | Demi d'ouverture | 30 août 1999      | France               | -20 ans       | Stade montois          | 2021                    |
| Théo Dachary        | Centre           | 26 mars 1997      | France               | -20 ans       | Biarritz olympique     | 2019                    |
| Julien Hériteau     | Centre           | 12 septembre 1994 | France               | -20 ans       | SU Agen                | 2019                    |
| Duncan Paia'aua     | Centre           | 20 janvier 1995   | Australie            |               | Queensland Reds        | 2019                    |
| Petero Tuwaï        | Centre           | 12 octobre 1995   | Fidji                |               | South Canterbury       | 2021                    |
| Erwan Dridi         | Ailier           | 4 juillet 2000    | France               | -20 ans       | Formé au club          | 2018                    |
| Cheslin Kolbe       | Ailier           | 28 octobre 1993   | Afrique du Sud       | 14 (40)       | Stade toulousain       | 2021                    |
| Simon Moretti       | Ailier           | 19 avril 2000     | France               |               | Formé au club          | 2018                    |
| Kalani Robert       | Ailier           | 27 janvier 2001   | France               |               | Formé au club          | 2020                    |
| Gabin Villière      | Ailier           | 13 décembre 1995  | France               | France à 7    | Rouen NR               | 2019                    |
| Atila Septar        | Ailier           | 2 juin 1996       | France               | -20 ans       | Section paloise        | 2021                    |
| Jiuta Wainiqolo     | Ailier           | 10 mars 1999      | Fidji                | Fidji à 7     | Fidji à 7              | 2021                    |
| Gervais Cordin      | Arrière          | 10 décembre 1998  | France               | -20 ans       | FC Grenoble            | 2019                    |
| Thomas Salles       | Arrière          | 19 avril 1996     | France               |               | Stade aurillacois      | 2021                    |
| Aymeric Luc         | Arrière          | 14 octobre 1997   | France               |               | Aviron bayonnais       | 2021                    |

## Calendrier et résultats
| Date du match     | Heure      | Domicile              | Extérieur              | Score               | Lieu du match              | Diffusion TV                      | Catégorie                                | Classement |
| 4 septembre 2021  | 21:05 CEST | RC Toulon             | Montpellier HR         | 24 - 24             | Stade Mayol                | Canal+                            | 1re journée de Top 14                    | 8          |
| 12 septembre 2021 | 21:05 CEST | Stade toulousain      | RC Toulon              | 41 - 10             | Stade Ernest-Wallon        | Canal+                            | 2e journée de Top 14                     | 11         |
| 19 septembre 2021 | 21:05 CEST | RC Toulon             | Stade français         | 38 - 5              | Stade Mayol                | Canal+                            | 3e journée de Top 14                     | 8          |
| 25 septembre 2021 | 21:00 CEST | USA Perpignan         | RC Toulon              | 12 - 9              | Stade Aimé-Giral           | Canal+                            | 4e journée de Top 14                     | 10         |
| 3 octobre 2021    | 21:00 CEST | Castres olympique     | RC Toulon              | 27 - 16             | Stade Pierre-Fabre         | Canal+                            | 5e journée de Top 14                     | 11         |
| 9 octobre 2021    | 21:05 CEST | RC Toulon             | CA Brive               | 13 - 9              | Stade Mayol                | Canal+                            | 6e journée de Top 14                     | 9          |
| 16 octobre 2021   | 21:05 CEST | RC Toulon             | Racing 92              | 20 - 27             | Stade Mayol                | Canal+                            | 7e journée de Top 14                     | 11         |
| 24 octobre 2021   | 21:05 CEST | Stade rochelais       | RC Toulon              | 39 - 6              | Stade Marcel-Deflandre     | Canal+                            | 8e journée de Top 14                     | 13         |
| 30 octobre 2021   | 15:00 CEST | RC Toulon             | Biarritz olympique     | 13 - 9              | Stade Mayol                | Canal+ Décalé (multiplex), Rugby+ | 9e journée de Top 14                     | 11         |
| 7 novembre 2021   | 21:05 CEST | ASM Clermont          | RC Toulon              | 31 - 16             | Stade Marcel-Michelin      | Canal+                            | 10e journée de Top 14                    | 12         |
| 27 novembre 2021  | 17:00 CEST | RC Toulon             | Lyon OU                | 19 - 13             | Stade Mayol                | Canal+                            | 11e journée de Top 14                    | 11         |
| 4 décembre 2021   | 17:00 CEST | Section paloise       | RC Toulon              | 16 - 16             | Stade du Hameau            | Canal+                            | 12e journée de Top 14                    | 11         |
| 17 décembre 2021  | 21:00 CET  | RC Toulon             | Zebre Parma            | 28 - 14             | Stade Mayol                | beIN Sports 3                     | 02e journée du Challenge européen        | 1er        |
| Reporté           | -          | RC Toulon             | Union Bordeaux Bègles  | -                   | Stade Mayol                | -                                 | 13e journée de Top 14                    | 11         |
| Reporté           | -          | Montpellier HR        | RC Toulon              | -                   | GGL Stadium                | -                                 | 14e journée de Top 14                    | 11         |
| Reporté           | -          | RC Toulon             | Stade rochelais        | -                   | Stade Mayol                | -                                 | 15e journée de Top 14                    | 12         |
| 15 janvier 2022   | 17:30 CET  | Worcester Warriors    | RC Toulon              | 23 - 34             | Sixways Stadium            | -                                 | 03e journée du Challenge européen        | 1er        |
| Rencontre annulée | -          | RC Toulon             | Newcastle Falcons      | 28 - 0 (tapis vert) | Stade Mayol                | -                                 | 04e journée du Challenge européen        | 1er        |
| 30 janvier 2022   | 21:05 CET  | Stade français        | RC Toulon              | 26 - 24             | Stade Jean-Bouin           | Canal+                            | 16e journée de Top 14                    | 13         |
| 5 février 2022    | 21:05 CET  | RC Toulon             | Castres olympique      | 10 - 22             | Stade Mayol                | Canal+                            | 17e journée de Top 14                    | 13         |
| 12 février 2022   | 21:05 CET  | RC Toulon             | Union Bordeaux Bègles  | 21 - 18             | Stade Mayol                | Canal+                            | 13e journée de Top 14                    | 13         |
| 19 février 2022   | 17:00 CET  | RC Toulon             | USA Perpignan          | 29 - 18             | Stade Mayol                | Canal+ Décalé (multiplex), Rugby+ | 18e journée de Top 14                    | 12         |
| 26 février 2022   | 21:05 CET  | CA Brive              | RC Toulon              | 17 - 10             | Stade Amédée-Domenech      | Canal+                            | 19e journée de Top 14                    | 12         |
| 5 mars 2022       | 17:00 CET  | Biarritz olympique    | RC Toulon              | 17 - 45             | Parc des sports d'Aguiléra | Canal+ (multiplex), Rugby+        | 20e journée de Top 14                    | 12         |
| 12 mars 2022      | 21:05 CET  | Montpellier HR        | RC Toulon              | 18 - 16             | GGL Stadium                | Canal+                            | 14e journée de Top 14                    | 12         |
| 19 mars 2022      | 21:05 CET  | RC Toulon             | Stade rochelais        | 41 - 11             | Stade Mayol                | Canal+                            | 15e journée de Top 14                    | 10         |
| 26 mars 2022      | 15:00 CET  | RC Toulon             | ASM Clermont           | 32 - 22             | Stade Mayol                | Canal+                            | 21e journée de Top 14                    | 9          |
| 2 avril 2022      | 17:00 CET  | Lyon OU               | RC Toulon              | 10 - 43             | Matmut Stadium Gerland     | Canal+ (multiplex), Rugby+        | 22e journée de Top 14                    | 9          |
| 9 avril 2022      | 21:00 CET  | Biarritz olympique    | RC Toulon              | 20 - 17             | Parc des sports d'Aguiléra | France 4 et BeIn Sports           | 05e journée du Challenge européen        | 1er        |
| 16 avril 2022     | 21:00 CET  | RC Toulon             | Benetton Rugby Trévise | 36 - 17             | Stade Mayol                | France 4 et BeIn Sports           | Huitième de finale du Challenge européen | Qualifié   |
| 23 avril 2022     | 21:00 CET  | RC Toulon             | Stade toulousain       | 19 - 15             | Orange Vélodrome           | Canal+                            | 23e journée de Top 14                    | 9          |
| 1er mai 2022      | 21:00 CET  | Union Bordeaux Bègles | RC Toulon              | 16 - 29             | Stade Chaban-Delmas        | Canal+                            | 24e journée de Top 14                    | 8          |
| 8 mai 2022        | 13:30 CET  | RC Toulon             | London Irish           | 19 - 18             | Stade Mayol                | BeIn Sports                       | Quart de finale du Challenge européen    | Qualifié   |
| 14 mai 2022       | 13:30 CET  | RC Toulon             | Saracens               | 25 - 16             | Stade Mayol                | France 4 et BeIn Sports           | Demi finale du Challenge européen        | Qualifié   |
| 21 mai 2022       | 17:00 CET  | RC Toulon             | Section paloise        | 37 - 20             | Stade Mayol                | Canal+ (multiplex), Rugby+        | 25e journée de Top 14                    | 7          |
| 27 mai 2022       | 13:30 CET  | Lyon OU               | RC Toulon              | 30 - 12             | Orange Vélodrome           | France 4 et BeIn Sports           | Finale du Challenge européen             | Éliminé    |
| 5 juin 2022       | 21:00 CET  | Racing 92             | RC Toulon              | 20 - 16             | Paris La Défense Arena     | Canal+ (multiplex), Rugby+        | 26e journée de Top 14                    | 8          |

### Classement Top 14
| Rang | Club                  | J  | V  | N | D  | Bo | Bd | Pm  | Pe  | Diff | Pts |
| ---- | --------------------- | -- | -- | - | -- | -- | -- | --- | --- | ---- | --- |
| 1    | Castres olympique     | 26 | 17 | 1 | 8  | 5  | 1  | 565 | 529 | +36  | 76  |
| 2    | Montpellier HR        | 26 | 15 | 2 | 9  | 4  | 6  | 619 | 503 | +116 | 74  |
| 3    | Union Bordeaux Bègles | 26 | 15 | 1 | 10 | 5  | 5  | 610 | 484 | +126 | 72  |
| 4    | Stade toulousain      | 26 | 15 | 0 | 11 | 6  | 5  | 638 | 432 | +206 | 71  |
| 5    | Stade rochelais       | 26 | 15 | 0 | 11 | 6  | 5  | 640 | 466 | +174 | 71  |
| 6    | Racing 92             | 26 | 16 | 0 | 10 | 4  | 2  | 661 | 568 | +93  | 70  |
| 7    | ASM Clermont          | 26 | 14 | 0 | 12 | 6  | 4  | 649 | 557 | +92  | 66  |
| 8    | RC Toulon             | 26 | 13 | 2 | 11 | 4  | 5  | 572 | 504 | +68  | 65  |
| 9    | Lyon OU               | 26 | 13 | 0 | 13 | 6  | 6  | 637 | 558 | +79  | 64  |
| 10   | Section paloise       | 26 | 11 | 1 | 14 | 1  | 3  | 568 | 664 | -96  | 50  |
| 11   | Stade français Paris  | 26 | 11 | 0 | 15 | 2  | 4  | 544 | 651 | -107 | 50  |
| 12   | CA Brive              | 26 | 9  | 1 | 16 | 4  | 4  | 453 | 631 | -178 | 46  |
| 13   | USA Perpignan P       | 26 | 9  | 0 | 17 | 2  | 5  | 491 | 664 | -173 | 43  |
| 14   | Biarritz olympique P  | 26 | 5  | 0 | 21 | 1  | 3  | 449 | 885 | -436 | 24  |

## Statistiques

### Championnat de France
Meilleurs réalisateurs
| Rang | Joueur | Poste | Points | Essais | Transf. | Pén. | Drops |
| ---- | ------ | ----- | ------ | ------ | ------- | ---- | ----- |
| 1    | -      | -     | -      | -      | -       | -    | -     |
| 2    | -      | -     | -      | -      | -       | -    | -     |
| 3    | -      | -     | -      | -      | -       | -    | -     |

Meilleurs marqueurs
| Rang | Joueur | Poste | Essais |
| ---- | ------ | ----- | ------ |
| 1    | -      | -     | -      |
| 2    | -      | -     | -      |
| 3    | -      | -     | -      |
| 4    | -      | -     | -      |
| 5    | -      | -     | -      |

### Challenge européen
Meilleurs réalisateurs
| Rang | Joueur | Poste | Points | Essais | Transf. | Pén. | Drops |
| ---- | ------ | ----- | ------ | ------ | ------- | ---- | ----- |
| 1    | -      | -     | -      | -      | -       | -    | -     |
| 2    | -      | -     | -      | -      | -       | -    | -     |
| 3    | -      | -     | -      | -      | -       | -    | -     |

Meilleurs marqueurs
| Rang | Joueur | Poste | Essais |
| ---- | ------ | ----- | ------ |
| 1    | -      | -     | -      |
| 2    | -      | -     | -      |
| 3    | -      | -     | -      |
| 4    | -      | -     | -      |
| 5    | -      | -     | -      |